# Йоан Багатостраждальний

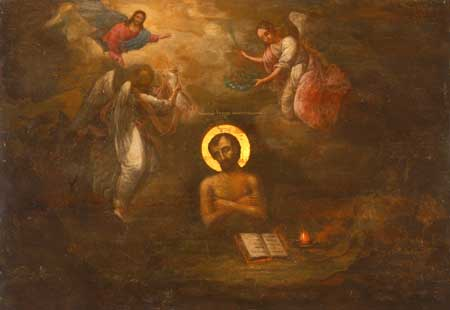
Йоан Багатостраждальний носив на тілі важкі залізні вериги, а одного разу на час Великого посту зарив себе по пояс у землю

Йоан Багатостраждальний (? — 1160 р., Київ) — древньоруський святий, чернець Печерського монастиря. Преподобний, у Ближніх Печерах. Пам'ять (за Грегоріанським календарем) 11 жовтня (у складі Собору преподобних отців Києво-Печерських, що в Ближніх печерах спочивають) і 31 липня.

## Життєпис
Борючись з спокусами свого тіла, суворо подвизався: не спав ночами, їв один раз на 2-3 дні, а іноді раз на тиждень. Зрештою Йоан зачинився в Антонієвій печері. У цей час він посилив свої подвиги: носив на тілі важкі залізні вериги, а одного разу на час Великого посту зарив себе по пояс у землю. І тільки після майже тридцяти років подвижництва Йоан позбувся своїх тілесних пристрастей. Помер 31 липня (за новим стилем) 1160 року. 

## Мощі
Його мощі раніше спочивали в Антонієвій печері, а зараз - навпроти мощей преподобномученика Мойсея Угріна Печерського.
Мощі прп. Іоанна, похованого в тому положенні, в якому він подвизався за життя, відзначені в творі «Тератургіма» мон. Афанасія Кальнофойського (К., 1638): «Св. Іоанн чудотворець, багатостраждальний, по плечі закопаний в землю» (цит. За: Опис Києво-Печерської лаври. К., 18473. С. 106). Свт. Петро (Могила) в оповіданні про чудеса в печерах Києво-Печерського монастиря, написаному в 1629-1631 рр., наводить випадок з польським дворянином Яном Піглавским, котрий, перебуваючи у Ближніх печерах, насміхався над «російськими казками» і безуспішно намагався відірвати голову від мощей святого Іоанна Багатостраждального. Незабаром у нечестивця заболіли плечі та шия, біль пройшов тільки після покаянної молитви Богу. Інженер і картограф на пол. службі Г. Левассер де Боплан в «Описі України» (1-е видання побачило світ у 1650) відзначав, що «там (в печерах Києво-Печерського монастиря.- М. П.) показують одного святого Іоанна, якого повністю видно до пояса, від якого він занурений в землю. Тутешні монахи розповідали мені, що згаданий святитель, відчуваючи наближення смертної години, сам приготував для себе могилу, але не в довжину, як зазвичай, а в глибину. Коли прийшов його час, до чого він уже давно був готовий, він, попрощавшись із братією, сам спустився в землю, але по Божій волі зміг увійти в неї тільки до половини, хоча яма була досить глибока» (Левассер де Боплан Г. Опис України / пер. з франц .: З. П. Борисюк; ред. пер .: А. Л. Хорошкевич, Е. Н. Ющенко. М., 2004. С. 167). На поч. XX ст. мощі преподобного Іоанна було перекладено в раку (до 1901, за свідченням архієп. Димитрія (Самбикіна), мощі святого спочивали в первісному положенні; див .: Димитрій (Самбикін). Місяцеслів. Липень. С. 211).
Цікавий факт
У раці з мощами преподобного Йоана є невеликий отвір, з якого виходять солодкі пахощі цих святих мощей. Він помітний тільки якщо стати на коліна. Кажуть, що людина, яка впала у фактичний блуд, не відчує запаху. Можливо, так влаштував Господь, щоб нагадати грішникові, який опустився на саме дно розпусти, про покаяння і про безсумнівне молитовне заступництво тих, хто повністю переміг блуд при житті.